# آبرامکوو (استان آرخانگلسک)
آبرامکوو (به لاتین: Abramkovo) یک منطقهٔ مسکونی در روسیه است که در استان آرخانگلسک واقع شده‌است.